# コトバリズム
「コトバリズム」は、スキマスイッチの配信リリース作品。

## 解説
- 配信シングルとしては「up!!!!!!」以来1年2カ月ぶり。

## 収録曲
1. コトバリズム
作詞・作曲：スキマスイッチ
  - テレビ東京系列『しまじろうのわお!』番組内楽曲[1]
  - テーマは「言葉のコミュニケーションの大切さ」。「ごめんなさい」「ありがとう」など、どんなに些細なことでもしっかり言葉にして伝えることの大切さや素晴らしさを、子供たちへ向けて歌っている[2]。
  - 一方で、後のインタビューでは「一緒に聴いている親御さんにも響いて欲しい」と考えて制作したことを明かしている[3]。
  - スキマスイッチとしては初めてカノン進行を取り入れている[4]
  - MVでは、大橋がビーバー、常田がバイソンのキャラクターとなって、しまじろうの世界で楽曲を披露するアニメーションとなっている[2]。
  - ジャケットもしまじろうとのコラボレーションしている[2]。

## プロモーション
- しまじろうとのコラボレーションを記念して、コラボグッズが制作・販売された[5]。

## ライブ映像作品
| 発売年 | 作品名                                                                                     |
| ------ | ------------------------------------------------------------------------------------------ |
| 2024年 | スキマスイッチ 20th Anniversary "POPMAN'S WORLD 2023 Premium" THE MOVIE 〜HOBO KANZENBAN〜 |
| 2024年 | Augusta Camp 2023 〜SUKIMASWITCH 20th Anniversary〜                                        |
| 2025年 | スキマスイッチ TOUR 2024-2025 “A museMentally” THE MOVIE                                   |

## 収録アルバム
| 発売年 | 作品名                                                        | 分類       |
| ------ | ------------------------------------------------------------- | ---------- |
| 2024年 | スキマスイッチ 20th Anniversary "POPMAN'S WORLD 2023 Premium" | ライブ     |
| 2024年 | A museMentally                                                | オリジナル |
| 2025年 | スキマスイッチ TOUR 2024-2025 “A museMentally”                | ライブ     |